# Carol S. Pearson
Carol S. Pearson (* 21. März 1944 in Chicago)  ist eine US-amerikanische Autorin, Psychologin und Pädagogin. Zeitweise lehrte sie als Assistenzprofessorin. Ihr Augenmerk und Forschungsinteresse gilt den Theorien und Modelle mit angewandter praktischer Ausrichtung, die auf der Arbeiten des Tiefenpsychologen Carl Gustav Jung, dem Psychoanalytiker James Hillman, dem Mythologen Joseph Campbell und anderer Tiefenpsychologen aufbauen.

## Leben und Wirken
Pearson wurde 1944 in Chicago als das ältestes Kind von Thelma Charlotte Pearson, geborene Widman und John A. Pearson geboren. Sie hat ein jüngeres Geschwister, John Douglas Pearson.
Im Alter von zwei Jahren zog sie mit ihrer Familie nach Houston (Texas), wo sie öffentliche Schulen und später die Rice University besuchte. Hier absolvierte sie ihren B.A. im Jahre 1966 und ihren M.A. im Jahre 1968. Anschließend wurde sie promoviert, ihren Ph.D. erhielt sie 1970. 
Pearson ist mit David R. Merkowitz, einem Berater für politische und öffentliche Angelegenheiten verheiratet und hat zwei Stiefkinder. Jeffrey Merkowitz, der im US-Finanzministerium arbeitet sowie Stephen Merkowitz, einen Gravitationsphysiker beim Goddard Space Flight Center der NASA. Eine Tochter Shanna Pearson-Merkowitz ist Professorin für Politikwissenschaft an der Universität von Rhode Island; insgesamt hat sie sechs Enkelkinder.
Pearson begann ihr Studium zur Theorie der Archetypen und der narrativen Intelligenz am English Department der Rice University, das die Mythologie in der Literaturwissenschaft hervorhob. Später erwarb sie einen Doctor of Ministry von der Wisdom University im Jahre 2012.
Pearsons akademische Karriere begann in den 1970er Jahren mit einer Reihe von Positionen an verschiedenen Fakultätspositionenen. Zunächst war sie als Assistenzprofessorin am English Department der University of Colorado angestellt und wurde als Gründungsdirektorin des CU Women Studies Program ausgewählt.  Sie war an der Entwicklung von „Frontiers: A Journal of Women Studies“ beteiligt, einer der frühesten Zeitschriften im Bereich des akademischen Feminismus. Von 2005 bis 2009 war Pearson Direktorin der „James MacGregor Burns Academy of Leadership“ an der „School of Public Policy der University of Maryland“.

## Carol S. Pearsons Heldenreise und Archetypen
Carol S. Pearson entwickelte Theorien und Modelle mit einer angewandten praktischen Ausrichtung, die sich auf der Arbeit vons C.G. Jung, des Psychoanalytikers James Hillman sowie des Mythologen Joseph Campbell und anderer Tiefenpsychologen aufbauen. Mit der Unterstützung von Hugh K. Marr erstellten sie den „Pearson-Marr Archetype Indicator“ (PMAI), der vom „Center for Applications of Psychological Type“ (CAPT) veröffentlicht wurde. Sie stellte zwölf bedeutsame Archetypen zusammen.

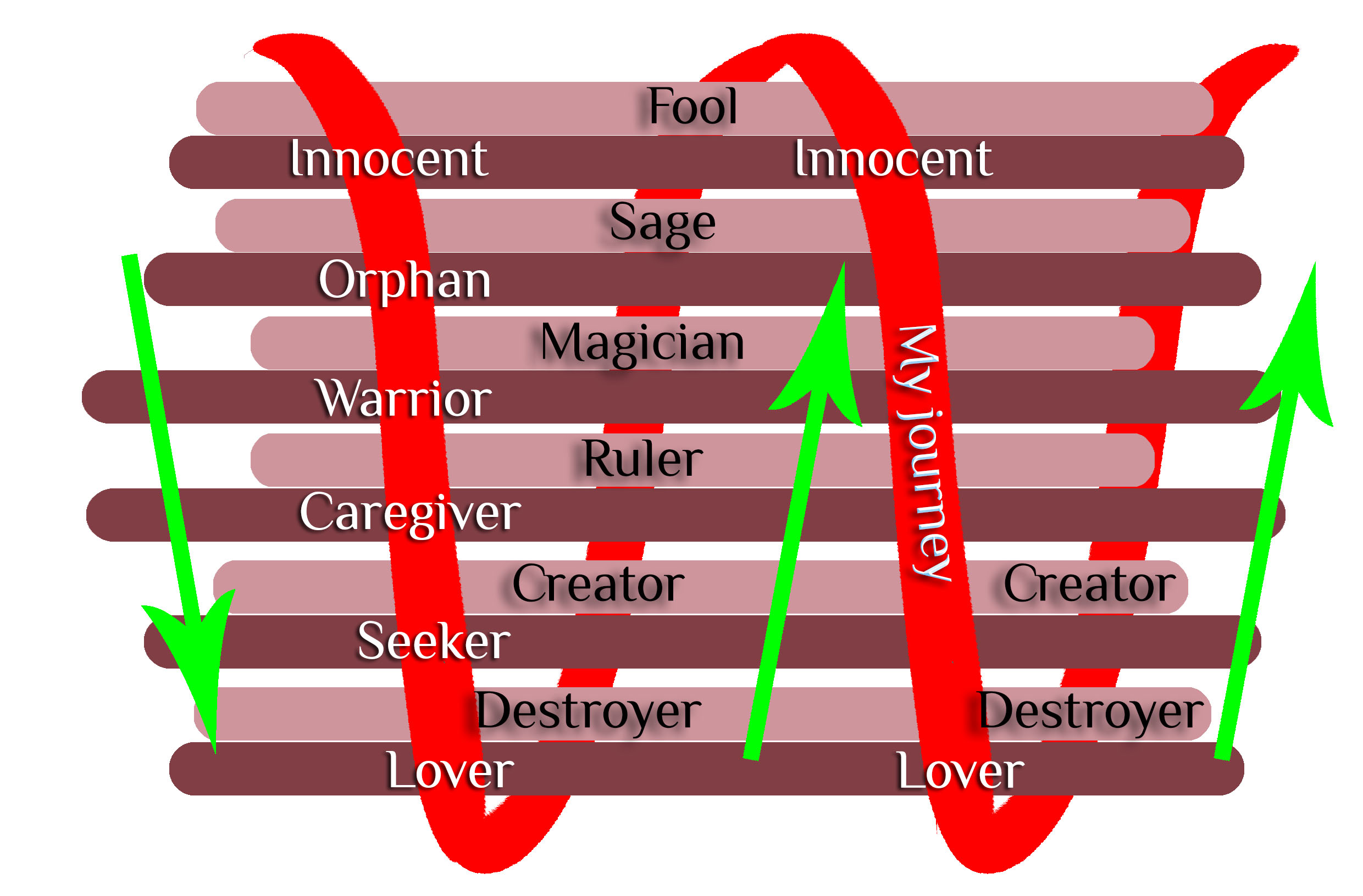
Die Heldenreise nach Pearson, der Pearson-Marr Archetype Indicator (PMAI)

Für Pearsons liegt in der Beschreibung und Einteilung der (sechs bzw. zwölf) Archetypen eine Möglichkeit der Interpretation und der Entwicklung des individuellen Selbsts sowie dessen Rolle in sozialen Systemen. Der Entwicklungsweg eines Menschen und bezieht sich dabei auf die Campbellsche Heldenreise. Pearson arbeitete zunächst sechs Archetypen heraus:
- Der Unschuldige (englisch innocent)
- Der Verwaiste (englisch orphan)
- Der Sucher (englisch seeker)
- Der Krieger (englisch warrior)
- Der Märtyrer (englisch martyr)
- Der Magier (englisch magician)[5][6]

Später nahm sie noch weitere Archetypen hinzu bzw. modifizierte ihr System der Heldenreise:
- Der Unschuldige (englisch innocent)
- Der Verwaiste (englisch orphan)
- Der Krieger (englisch warrior)
- Der Gebende (englisch caregiver)
- Der Sucher (englisch seeker)
- Der Liebende  (englisch lover)
- Der Narr (englisch fool)
- Der Weise (englisch sage)
- Der Magier (englisch magician)
- Der Herrscher (englisch ruler)
- Der Schöpfer (englisch creator)
- Der Zerstörer (englisch destroyer)[7]

## Veröffentlichungen (Auswahl)
- Persephone Rising: Awakening The Heroine Within. Harper Elixir, San Francisco 2015, ISBN 978-0-062318923.
- The Transforming Leader: New Approaches to Leadership for the Twenty-First Century. Berrett-Koehler, Oakland 2012, ISBN 978-1-609941208.
- Maturing the American Dream. Fetzer Institute, 2009.
- Awakening the Heroes Within: Twelve Archetypes To Help Us Find Ourselves and Transform Our World. Harper Elixer, San Francisco 1991, ISBN 978-0-062506788.
- The Hero Within: Six Archetypes We Live By. San Francisco; HarperElixer, 1986, ISBN 978-0-062515551.
- The Female Hero in American and British Literature.  R.R. Bowker, New Providence 1981, ISBN 978-0-835214667.

- Die 12 Archetypen unserer Seele. Knaur, München 2017, ISBN 978-3-426-87770-8
- Die Geburt des Helden in uns. Transformation durch die zwölf Archetypen. Droemer Knaur, München 1993, ISBN 3-426-86018-X.

### Mitherausgeber
- Educating the Majority: Women Challenge Tradition in Higher Education. Co-Editor: Donna L. Shavlik and Judith G. Touchton, Washington D.C.; American Council on Education, 1989, ISBN 978-0-029248102
- Who Am I This Time? Female Portraits in British and American Literature. Co-Editor: Katherine Pope, McGraw-Hill, Inc., New York 1976, ISBN 978-0-070490321.
- Mapping the Organizational Psyche: A Jungian Theory of Organizational Dynamics and Change. Co-Autor: John G. Corlett, Gainesville, FL; Center for Applications of Psychological Type (CAPT), 2004, ISBN 978-0-935652697.
- The Hero and the Outlaw: Building Extraordinary Brands Through the Power of Archetypes. Co-Autor: Margaret Mark, McGraw-Hill Education, New York 2001, ISBN 978-0-071364157.
- Magic at Work: Camelot, Creative Leadership, and Everyday Miracles. Co-Autor: Sharon Seivert, Doubleday, New York 1995, ISBN 978-0-385417297.